# Homaloxestis endocoma
Homaloxestis endocoma – gatunek motyli z rodziny Lecithoceridae i podrodziny Lecithocerinae.
Gatunek ten opisany został w 1910 roku przez Edwarda Meyricka, który wyznaczył go gatunkiem typowym rodzaju Homaloxestis. Jako miejsce typowe wskazano góry Nilgiri w Indiach.
Motyl o głowie i tułowiu ciemnobrunatnoszarych z jasnoochrowożółtymi twarzą i czułkami oraz ochrowożółtymi głaszczkami. Przednie skrzydła wydłużone i ku tyłowi rozszerzone, ich krawędź kostalna nieco łukowata, pośroku falista, a wierzchołek tępy. Skrzydła ubarwione brunatonoszaro-ochrowożółto. Przednie strzępiny brunatnoszare, tylne zaś białawoochrowe, miejscami przyciemnione.